# Fumie Suguri

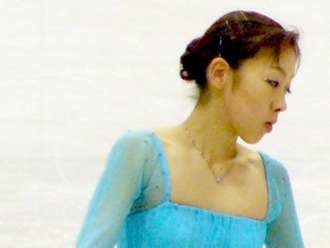
Fumie Suguri (2003).

Fumie Suguri (村主 章枝 Suguri Fumie?,  Yokohama, 31 de diciembre de 1980) es una patinadora artística sobre hielo japonesa. Es tres veces medallista del mundo, tres veces campeona de los Cuatro Continentes, campeona de la Grand Prix Final de 2003 y cinco veces campeona nacional japonesa. Su estatura es de 1.57 centímetros.

## Vida personal
- En noviembre de 2014 se declara abiertamente bisexual.

## Palmarés
| Evento, Temporadas                                   | Fecha            | Medallas |
| ---------------------------------------------------- | ---------------- | -------- |
| Campeonatos Nacionales Jr. 1995                      | 03.11.1995       | Silver   |
| Campeonatos Nacionales Jr. 1996                      | 03.11.1996       | Silver   |
| Campeonatos Nacionales 1997                          | 15-13.01.1997    | Gold     |
| Campeonatos Nacionales 1997                          | 17-14.12.1997    | Silver   |
| Campeonatos Nacionales 1999                          | 17-15.01.1999    | Silver   |
| Asian Invierno Games 1999 (Corea del Sur)            | 06.02-30.01.1999 | Bronce   |
| Campeonatos Nacionales 1999                          | 26-24.12.1999    | Bronce   |
| Campeonatos Nacionales 2000                          | 10-08.12.2000    | Gold     |
| Campeonatos Cuatro Continentes 2001 (Salt Lake City) | 10-07.02.2001    | Gold     |
| Campeonatos Nacionales 2001                          | 23-21.12.2001    | Gold     |
| Juegos Olímpicos de Salt Lake City 2002              | 24-08.02.2002    | 5.º      |
| Campeonatos Mundiales 2002 (Nagano)                  | 24-16.03.2002    | Bronce   |
| Campeonatos Nacionales 2002                          | 22-20.12.2002    | Gold     |
| Asian Invierno Games 2003 (Aomori)                   | 08-01.02.2003    | Silver   |
| Campeonatos Cuatro Continentes 2003 (Pekín)          | 16-10.02.2003    | Gold     |
| Campeonatos Mundiales 2003 (Washington D. C.)        | 30-24.03.2003    | Bronce   |
| ISU Grand Prix Final 2003 (Colorado Springs)         | 14-12.12.2003    | Gold     |
| Campeonatos Nacionales 2003                          | 27-25.12.2003    | Silver   |
| Campeonatos Nacionales 2004                          | 26-24.12.2004    | Bronce   |
| Campeonatos Cuatro Continentes 2005 (Corea del Sur)  | 20-14.02.2005    | Gold     |
| Campeonatos Nacionales 2005                          | 25-23.12.2005    | Gold     |
| Juegos Olímpicos de Turín 2006                       | 26-10.02.2006    | 4.º      |
| Campeonatos Mundiales 2006 (Calgary)                 | 26-19.03.2006    | Silver   |
| Asian Invierno Games 2007 (Changchun)                | 04.02-28.01.2007 | Silver   |